# MARUWA LOGISTAR’Z KYOTO
MARUWA LOGISTAR'Z KYOTO（マルワ ロジスターズ キョウト）は、2025年現在、トップウェストAに所属する関西丸和ロジスティクスのラグビーユニオンチーム。本拠地は京都府八幡市。

## 歴史
- 2016年、関西丸和ロジスティクスRFC（KML RFC）として創部[2]
- 2018年、トップウェストCリーグ参入マッチで、JR東海に勝利してトップウェストに参入[3]。
- 2021年3月、京都大学の宇治グラウンドに「京都大学丸和運輸機関ラグビーフィールド」完成[4][5]。
- 2025年、MARUWA LOGISTAR’Z KYOTOにチーム名を変更した[6]。京都から初のリーグワン参入を目指す[7]。

## 成績

### リーグ戦戦績
- 2018-2019 トップウェストC 優勝（6勝1敗）、入替戦：勝利、トップウェストB昇格
- 2019-2020 トップウェストB 2位（6勝1敗）、入替戦：敗戦、トップウェストB残留
- 2021-2022 トップウェストB 2位（リーグ戦：レッドカンファレンス1位 2勝、順位決定戦：1・2位決定戦 敗戦）
- 2022-2023 トップウェストB 優勝（6勝）、入替戦：勝利、トップウェストA昇格
- 2023-2024 トップウェストA 4位（2勝5敗）
- 2024-2025 トップウェストA 4位（4勝3敗）